# Dimitrie Cuclin
Dimitrie Cuclin (Galați, 24 marzo 1885 – Bucarest, 7 febbraio 1978) è stato un compositore, insegnante, scrittore e traduttore rumeno.

## Biografia
Allievo al Conservatorio di Bucarest tra il 1903 e il 1907, si perfezionò a Parigi tra il 1907 e il 1914 al Conservatorio e alla Schola Cantorum con Vincent d'Indy e Charles-Marie Widor. Professore di storia ed estetica musicale al Conservatorio di Bucarest dal 1919 al 1924, i successivi 6 anni insegnò violino e teoria musicale al City Cons. of Music e al Brooklyn College of Music di New York. Rientrato a Bucarest, dal 1930 al 1939 insegnò contrappunto, fuga ed estetica musicale e dal 1939 al 1948 armonia e composizione al Conservatorio.
Autore di numerosi scritti teorici, la sua attività letteraria comprese la traduzione di testi di opere ed oratori in lingua rumena e di altre produzioni letterarie in lingua rumena, francese e inglese.

## Stile
Cuclin rimase sempre una figura artistica isolata, a causa dello stile filosofico intrinseco nella sua produzione musicale, e pure per le enormi forze e risorse richieste per l'esecuzioni delle sue opere.
Le sinfonie sono generalmente costruite su questo schema: azione - reazione - meditazione - trionfo dell'azione; le prime 14 possiedono un solido impianto tonale; le ultime 6 seguono programmi contemplativi riguardanti la vita, la morte, il destino (vedi i titoli delle Sinfonie No. 16, 18 e 20).
La musica cameristica si avvicina maggiormente alla tradizione popolare rumena; la scrittura diviene brillante nelle 10 suite per violino solo.

## Riconoscimenti
- Premio Enescu per la composizione nel 1913;
- Premio dell'Accademia Rumena per il trattato di estetica musicale nel 1934;[1]
- Premio Nazionale per la composizione nel 1939;
- Premio di Stato nel 1955;
- Ordine al Merito Culturale nel 1969;
- Gran Premio dell'Unione dei Compositori Rumeni nel 1978.

## Composizioni
L'abbondante produzione musicale di Cuclin è ancora molto trascurata e per lo più inedita. Il 27 ottobre 2011 la Radio Rumena ha trasmesso una vecchia registrazione (ora disponibile sul canale YouTube) del Concerto per pianoforte interpretato da Ana Iftinchi con, a capo dell'Orchestra Nazionale Rumena, Emanuel Elenescu.

### Opere teatrali
- Soria, opera madrigale (su libretto proprio; 1911)
- Traian si Dochia (su libretto proprio; 1921)
- Agamemnon (su libretto proprio, da Eschilo; 1922)
- Bellérophon (su libretto proprio; 1925)
- Meleagridele (su libretto proprio)

### Balletti
- Tragédie dans la foret (1962)

### Oratori
- David si Golia (1928)

### Musica orchestrale
- Nitokris, ouverture (1907)
- Preludio (1908)
- Scherzo (1912)
- 20 Sinfonie
  - Sinfonia No. 1 (1912-1932)
  - Sinfonia No. 2 (1938)
  - Sinfonia No. 3 (1942)
  - Sinfonia No. 4 (1944)
  - Sinfonia No. 5, con solo e coro (1947)
  - Sinfonia No. 6 (1948)
  - Sinfonia No. 7 (1948)
  - Sinfonia No. 8 (1948)
  - Sinfonia No. 9 (1949)
  - Sinfonia No. 10, con coro (1949)
  - Sinfonia No. 11 (1950)
  - Sinfonia No. 12, con soli e coro (1951)
  - Sinfonia No. 13 (1951)
  - Sinfonia No. 14 (1952)
  - Sinfonia No. 15 (1954)
  - Sinfonia No. 16, Il Trionfo della Pace (1959)
  - Sinfonia No. 17 (1965)
  - Sinfonia No. 18, La Felicità (1967)
  - Sinfonia No. 19 (1970)
  - Sinfonia No. 20, Il Trionfo dei Popoli Gemellati (1972)
- Uvertura (1913)
- Triptic (1928)
- Grande Marche (1930)
- Elegie la mortea lui V. d'Indy (1932)
- Suite Miscellanea, per archi con fiati ad libitum (1932)
- 5 colinde, per archi (senza data)
- Rapsodie prahoveana (1944)
- Rondo romanesc (1944)
- O nunta-n Baragan (1944)
- Dansuri romanesti (1961)

### Per strumento solista e orchestra
- Concerto per violino (1920)
- Poem concertant per violino (senza data)
- Concerto per pianoforte (1939)
- Concerto per clarinetto (1968)
- Doina, per oboe (senza data)

### Musica vocale con orchestra
- Liturghia No. 5, per coro (senza data)
- Mic poem, con soli (1914)
- Gesù dinnanzi alla morte, cantata per coro (1920)
- Feerie de Craciun, con soli e coro (1923)
- Serenada, per voce (1935)
- Imn tarii mele, per coro (senza data)
- La città sulla roccia, cantata per baritono e coro (1950)
- 21 cori
- 101 cori popolari
- 75 liriche popolari

### Musica da camera
- Quintetto per flauto, oboe contralto, trombone, tuba e pianoforte (senza data)
- 3 quartetti
  - Quartetto No. 1 (1914)
  - Quartetto No. 2 (1948)
  - Quartetto No. 3 (1949)
- Quartetto per 2 violini, viola e clarinetto (senza data)
- Trio con pianoforte (1926)
- Trio per clarinetto, fagotto e tromba (senza data)
- Trio per arpa, violoncello e contrabbasso (senza data)
- 3 Sonate per violino e pianoforte
  - Sonata No. 1 (1908)
  - Sonata No. 2 (1923)
  - Sonata No. 3 (1923)
- Sonatina per violino e pianoforte (1917)
- Poema per violino e pianoforte (senza data)
- Menuet, Gavota si Arie per violino e viola (1928)
- Fantazie per violoncello e pianoforte (1938)
- Concerto per clarinetto e pianoforte (senza data)
- Suite per oboe e corno (senza data)
- Sonata per flauto e violoncello (senza data)
- 10 suite per violino solo
  - Suite I (1918)
  - Suite II
  - Suite III-V (1919)
  - Suite VI
  - Suite VII
  - Suite VIII-X (1920)
- 3 preludi e fuga per organo (senza data)
- pezzi per pianoforte, tra cui
  - 2 sonate
    - Sonata No. 1 (1909)
    - Sonata No. 2 (1911)

  - Sonatina (1926)
  - 6 suite di danze rumene (1942) [2]

## Incisioni discografiche
Nel secolo scorso sono state effettuate alcune incisioni su dischi in vinile delle sinfonie di Cuclin. Ecco l'elenco:
- Sinfonia No. 11 (Romanian Radio and Television Symphony Orchestra diretta da Emanuel Elenescu, incisa per Electrecord nel 1966: codice ECE 0257)
- Sinfonia No. 13 (George Enescu Philharmonic Symphony Orchestra diretta da Mircea Basarab, incisa per Electrecord nel 1977: codice ST-ECE 02326)
- Sinfonia No. 16 (Romanian Radio and Television Symphony Orchestra diretta da Emanuel Elenescu, incisa per Electrecord nel 1971: codice ECE 0736) [3]